# フィロー線
幾何学において、フィロー線（フィローせん、ヒーローせん、フィローの線、英: Philo line）または、フィロン線（Philon line）は、ある角とその内側にある点に対して定義される、その点を通り角を成す2直線上に端点を持つ、最短線分である。発明家のビザンチウムのフィロンに因んで名付けられた。フィロンはこの線分を立方体倍積問題の解決に用いた。フィロー線は定規とコンパスによる作図ができない。

## 幾何学的な特徴づけ

点Pと角DOEのフィロー線DE。線分DEの端点とそれぞれP、Q間の距離が等しいような点Qは頂点Oからの垂足となる。

フィロー線は頂角を通る垂線によって幾何学的な定義ができる。点Pと∠DOEのフィロー線をDEとする。ただしD, E ≠ O。またDEと、DEの頂角Oを通る垂線との交点をQとする。このときDP = EQ, EP = DQとなる。
逆にPとQが、線分DEの端点との距離が等しく、頂角Oを通るDEの垂線がQを通れば、この線分DEは点Pと∠DOEのフィロー線である。

## 代数的な構築
頂角Oに対するそれぞれ端点D, Eの方向とPの位置を適切に固定することで、以下のように代数的手法によって、フィロー線を得られる。
Oを原点とする直交座標系を描く。Eをx軸上にある点、Dを直線y = mx (m ≠ 0)上にある点とする。mは∠DOEの正接となる。∠DOE内の点Pの座標を(Px, Py)として、E = (Ex, 0)とD = (Dx, Dy) = (Dx, mDx)の座標を得る事を目標とする。
傾きα ≠ 0を持つ直線が(x, y) = (Px, Py)を通るとき、その直線の方程式は、
{\displaystyle y=\alpha (x-P_{x})+P_{y}}
である。この直線とx軸の交点は、
{\displaystyle \alpha (x-P_{x})+P_{y}=0}
を解けばよく、Eの座標は、
{\displaystyle (E_{x},E_{y})=\left(P_{x}-{\frac {P_{y}}{\alpha }},0\right)}
となる。α ≠ mとして、先の直線とy = mxの交点は、
{\displaystyle \alpha (x-P_{x})+P_{y}=mx}
を解くことで、
{\displaystyle (D_{x},D_{y})=\left({\frac {\alpha P_{x}-P_{y}}{\alpha -m}},m{\frac {\alpha P_{x}-P_{y}}{\alpha -m}}\right)}
とわかる。D, Eのユークリッド距離の自乗は次の式により求めることができる。
{\displaystyle ED^{2}=d^{2}=(E_{x}-D_{x})^{2}+(E_{y}-D_{y})^{2}={\frac {m^{2}(\alpha P_{x}-P_{y})^{2}(1+\alpha ^{2})}{\alpha ^{2}(\alpha -m)^{2}}}}
αが負の範囲で長さが最小の時、DEはフィロー線となる。
導関数∂d2/∂α = 0となるようなαは最小値の候補となる。
{\displaystyle -2m^{2}{\frac {(P_{x}\alpha -P_{y})[(mP_{x}-P_{y})\alpha ^{3}+P_{x}\alpha ^{2}-2P_{y}\alpha +P_{y}m]}{\alpha ^{3}(\alpha -m)^{3}}}=0}
整理して、
{\displaystyle (mP_{x}-P_{y})\alpha ^{3}+P_{x}\alpha ^{2}-2P_{y}\alpha +P_{y}m=0}
この式は、Pを通る直線束の中で最短の線分の傾きを決定する。ただし、全体の最小値はα = Py/Pxの場合であり、これは直線y = mxとx軸の交点(0, 0)を通ってしまうため不適である。− αは∠OEDの正接となる。
α1 = Py/Px − Exを代入すればExは三次多項式
{\displaystyle mx^{3}+(2P_{y}-3mP_{x})x^{2}+3P_{x}(mP_{x}-P_{y})x-(mP_{x}-P_{y})(P_{x}^{2}+P_{y}^{2})}
の根となる。したがってこの三次方程式を解くことはフィロー線とx軸の交点を見つけることと等しい。1837年のピエール・ヴァンツェルの発見によれば、非自明な三次方程式の根は定規とコンパスによる作図ができないため、フィロー線も作図することはできない。
また方程式の解を次式に代入すれば、フィロー線の長さを得る。
{\displaystyle d^{2}={\frac {P_{y}^{2}+x^{2}-2xP_{x}+P_{x}^{2}}{(P_{y}+mx-mP_{x})^{2}}}x^{2}m^{2}}

### Qの位置
OQはEDの垂線であるから、その傾きは− 1/αである。したがってOQの方程式はy = − x/αである。Q = (Qx, Qy)とおいて、フィロー線y = α(x − Px) + Pyとの交点はα(x − Px) + Py = − x/αを解くことによって得られ、
{\displaystyle Q_{x}={\frac {(\alpha P_{x}-P_{y})\alpha }{1+\alpha ^{2}}}}
{\displaystyle Q_{y}=-Q_{x}/\alpha ={\frac {P_{y}-\alpha P_{x}}{1+\alpha ^{2}}}}
となる。また、D (Dx, Dy)とQの距離の自乗は、
{\displaystyle DQ^{2}=(D_{x}-Q_{x})^{2}+(D_{y}-Q_{y})^{2}={\frac {(\alpha P_{x}-P_{y})^{2}(1+\alpha m)^{2}}{(1+\alpha ^{2})(\alpha -m)^{2}}}}
であり、EとPの距離の自乗は
{\displaystyle EP^{2}=(E_{x}-P_{x})^{2}+(E_{y}-P_{y})^{2}={\frac {P_{y}^{2}(1+\alpha ^{2})}{\alpha ^{2}}}}
で表される。差を取って、
{\displaystyle DQ^{2}-EP^{2}={\frac {[(P_{x}m+P_{y})\alpha ^{3}+(P_{x}-2P_{y}m)\alpha ^{2}-P_{y}m][(P_{x}m-P_{y})\alpha ^{3}+P_{x}\alpha ^{2}-2P_{y}\alpha +P_{y}m]}{\alpha ^{2}(1+\alpha ^{2})(a-m)^{2}}}}
αに関する上記の三次方程式より、この式の表す値は0になりDQ = PEが示される。

#### 特殊な場合:直角三角形
(x, y) = (Px, Py)（ただし Px, Py > 0）を通る直線束の傾きαの直線は、上の式によって表すことができた。∠DOEが直角であるときは、m → ∞とすればよく、DOはy軸と一致する。
y軸と傾きαの直線の交点のy座標は、
{\displaystyle \alpha (-P_{x})+P_{y}}
である。したがって、交点Dの座標は、
{\displaystyle (D_{x},D_{y})=(0,P_{y}-\alpha P_{x})}
となる。D, Eのユークリッド距離の自乗は次の式により求めることができる。
{\displaystyle d^{2}=(E_{x}-D_{x})^{2}+(E_{y}-D_{y})^{2}={\frac {(\alpha P_{x}-P_{y})^{2}(1+\alpha ^{2})}{\alpha ^{2}}}}
αが負の範囲で長さが最小の時、DEはフィロー線となる。導関数∂d2/∂α = 0となるようなαは
{\displaystyle 2{\frac {(P_{x}\alpha -P_{y})(P_{x}\alpha ^{3}+P_{y})}{\alpha ^{3}}}=0}
を解くことで得られる。α = Py/Pxは不適であることに注意して、解は
{\displaystyle \alpha =-{\sqrt[{3}]{\frac {P_{y}}{P_{x}}}}}
である。したがってフィロー線の長さは、
{\displaystyle d={\frac {P_{y}-\alpha P_{x}}{|\alpha |}}{\sqrt {1+\alpha ^{2}}}=P_{x}[1+(P_{y}/P_{x})^{2/3}]^{3/2}}
α1 = Py/Px − Exとおいて、方程式を解けばEのx座標を得る。
{\displaystyle E_{x}=P_{x}+P_{y}{\sqrt[{3}]{\frac {P_{y}}{P_{x}}}}}

## 三角法による代数的構築

三角法を用いたフィロン線の性質の証明

OQが垂線であるから、三角関数を用いて、辺の長さを次のように表せる。ここで、∠POQ = ϕ, ∠DOE = θb, ∠DOQ = θc, OQ = h, OP = aとする。
{\displaystyle DQ=h\tan(\theta _{c}-\varphi )}
{\displaystyle QE=h\tan(\theta _{b}+\varphi )}
{\displaystyle PQ=h\tan(\varphi )}
{\displaystyle EP=h\tan(\theta _{b}+\varphi )-h\tan(\varphi )}
{\displaystyle h=a\cos(\varphi )}
が成立し、
{\displaystyle DE=L(\varphi )=a\cos(\varphi )\left(\tan(\theta _{c}-\varphi )+\tan(\theta _{b}+\varphi )\right)}
を得る。次にL(ϕ)の導関数を求める。
{\displaystyle L'(\varphi )=a\cos(\varphi )\left(-\tan ^{2}(\theta _{c}-\varphi )+\tan ^{2}(\theta _{b}+\varphi )\right)-a\sin(\varphi )\left(\tan(\theta _{c}-\varphi )+\tan(\theta _{b}+\varphi )\right)}
{\displaystyle L'(\varphi )=a\cos(\varphi )\left(\tan(\theta _{c}-\varphi )+\tan(\theta _{b}+\varphi )\right)\left(-\tan(\theta _{c}-\varphi )+\tan(\theta _{b}+\varphi )-\tan(\varphi )\right)}
{\displaystyle L'(\varphi )=L(\varphi )\left(-\tan(\theta _{c}-\varphi )+\tan(\theta _{b}+\varphi )-\tan(\varphi )\right)={\frac {1}{h}}L(\varphi )(PE-QD)}
DE, h > 0であるから、導関数の値が0になるとき、PE = QDである。したがって、上記のフィロー線の性質が証明された。

## 立方体倍積問題
フィロー線は立方体倍積問題の解決に用いられる。立方体倍積問題は2の立方根が作図可能かという問題に帰着しする。これがフィロー線を定義したフィロンの目的であった。PQ : QR = 1 : 2となる長方形PQRSを作る。 TUを∠QRSと点Pのフィロー線とする。 VをRを通るフィロー線TUの垂線の足とすれば、三角形RVPはRPを直径とする円（長方形PQRSの外接円）に内接する。
WをVを通る直線QRの垂線の足として、長方形とフィロー線の性質、三角形と比の定理からRS = PQ, RW = QU, WU = RQが従う。また、直角三角形PQU, RWV, VWUは相似である。これらを用いることによって RS : RW = PQ : QU = RW : WV = WV : WU = WV : RQが分かる。
特にRS : RW = RW : WV = WV : RQに注目する。PQ : QR = 1 : 2よりこれらの比が1 : 3√2であることが分かる。同様にして、一般にPQ : QR = a : bのときこれらの比率は3√a : 3√bとなることが分かる。
立方体倍積問題が定規とコンパスによる作図では不可能であることから、フィロー線の作図不可能性が証明された。

円と双曲線の交点を結ぶ直線として得られるフィロー線

R = (0, 0)、Q, Sをそれぞれ正のx, y軸上の点とすると、V, Pの座標はそれぞれ(3√a2b, 3√ab2), (3√ab2, 3√a2b)となる。つまり、V, Pは長方形の外接円と双曲線xy = abの第一象限上の交点である。紐などを用いて円錐曲線を描くことができる場合は、これと同様にしてフィロー線を得られる。

## 面積の最小化
三角形OEDの面積の最小問題は以下の様に解決される。 
D, Eの座標をそれぞれ(Dx, Dy), (Ex, Ey)とする。△OEDの面積は次の式で表すことができる。 
{\displaystyle A=D_{y}E_{x}/2={\frac {m(\alpha P_{x}-P_{y})^{2}}{2\alpha (\alpha -m)}}}
∂A/∂α = 0となるようなαを見つけることによって、面積は最小化される。
{\displaystyle -{\frac {m(\alpha P_{x}-P_{y})[(mP_{x}-2P_{y})\alpha +P_{y}m]}{2\alpha ^{2}(\alpha -m)^{2}}}=0}
α = Px/Pyは不適であるから、もう一方の解
{\displaystyle \alpha =-{\frac {mP_{y}}{mP_{x}-2P_{y}}}}
を採用し、面積の最小値を得る。
{\displaystyle A={\frac {2P_{y}(mP_{x}-P_{y})}{m}}}